# 古入江寺
古入江寺是位于西藏阿里地区噶尔县门士乡卡尔东的一座苯教寺院。该寺建成后，成为阿里地区唯一一座苯教寺庙。

## 历史
该寺由琼追·晋美南卡多杰兴建。1924年琼追赴阿里时，确信卡尔东便是传说中的象雄王宫穹隆银城。那次他和博尼加赞共同转完神山冈仁波齐后，赴芝达布日寺，又折至卡尔东，参拜了苯教大师真巴南喀的修行洞及卡尔东的石佛像，最后到附近的曲龙村修行了一百天。在曲龙村，他查看了曲龙遗址，因为有人认为该遗址才是穹隆银城。当时，卡尔东周边土地均属札达县曲龙村（日后调整行政区划时，古入江寺及卡尔东均被划给噶尔县门士乡，从此同曲龙村分属两县。）琼追想在卡尔东建苯教寺院，首先要经曲龙村头人同意。
琼追的亲传女弟子次仁卓玛回忆称：“曲龙村信佛教，比较虔诚，琼追大师总是说苯佛一家，感动了他们。他在印度的时候，这边派人派马从印度请他回来，捐地给他建寺庙。他那时身体好，亲自带人去印度买木头，用牛车从札达运过来。”
德康·索朗曲杰介绍称，建寺时，琼追的父亲派人用35匹牦牛送来一套《甘珠尔》、一套《丹珠尔》以及其他经文。1936年，苯教寺院梅日寺堪布丹巴罗追应邀来古入江寺，同意古入江寺成为梅日寺的分寺，并且认定琼追为8世纪苯教圣人真巴南喀的转世。琼追成了苯教后弘期在阿里重兴苯教的第一个人。

## 建筑
古入江寺和藏传佛教寺院的建筑类似。正殿中央为琼追的灵塔，并挂有一张琼追的大幅黑白照片。

## 历任堪布
- 琼追·晋美南卡多杰（第一任）[1]
- 丹增旺扎（第二任）[1]